# Кавалски морски музей
Кавалският морски музей (на гръцки: Ναυτικό Μουσείο Καβάλας) е музей в град Кавала, Гърция.

## Местоположение
Музеят е разположен в бивш тютюнев склад на крайбрежната улица „Хрисостомос Смирнис“ № 1.

## История
Музеят е създаден в 2005 година с цел запазване на морското наследство на пристанищния град. Член е на Асоциацията на морските музеи на Гърция и от 2008 година на Международния съвет на музеите.
В музея са изложени навигационни и други морски инструменти, реконструкции на традиционни плавателни съдове, книги за морското дело, картини на кавалски художници и снимки от пристанището и трафика му. Изложена е традиционната рибарска лодка трехантири.